# Fontcouverte (Aude)
Fontcouverte é uma comuna francesa na região administrativa de Occitânia, no departamento de Aude. Estende-se por uma área de 9,97 km². Em 2010 a comuna tinha 560 habitantes (densidade: 56,2 hab./km²).